# Плантагенети — найкривавіша династія Британії (фільм)
«Плантагенети — найкривавіша династія Британії» — документальний фільм, розділений на 4 частини, який розповідає про найкривавішу королівську династію, найвідомішого своєю жорстокістю клану цієї планети — Плантагенетів. Рухомі амбіціями, заздрістю, ненавистю і помстою, Плантагенети правили Британією і Францією протягом тривалого часу. Історію розповідає провідний Ден Джонс, відвідуючи руїни і бібліотеки, про які йде мова у фільмі.
Фільм був знятий у Великій Британії, компанією Cannel5 в 2014 році.

## Сюжет

### Перша серія
Кожна серія присвячена одному з королів. У першій серії розповідається про Генріха II. Його правління було розумним і в міру жорстким. Король зміг встановити в своїй державі систему централізованого контролю. Після спроби його сім'ї захопити трон, Генріх відправив свою дружину в ув'язнення до самої своєї смерті. Надалі об'єднання його синів проти батька повністю його зламало, і він помер, страждаючи усвідомленням немарно прожитого життя. Проте принципи, закладені Генріхом II в області права, дійсні і в наші дні, а влаштована стараннями першого Плантагенета система державної адміністрації стала кращою в Європі і ще протягом довгого часу залишалася зразковою.

### Друга серія
Друга серія описує прихід на трон 9-ти річного Генріха III. Перший період його правління, який тривав до повноліття короля, став часом протистояння різних угруповань феодалів, кожне з яких прагнуло захопити владу в свої руки. Ця боротьба супроводжувала Генріха III до тих пір, поки він не взяв у свої руки кермо влади та з перших же кроків почав грубо порушувати Хартію і витрачати державну казну. Пізніше король під тиском баронів підписав Оксфордські провізії — програму реформ, що обмежує королівську владу. Однак незабаром відкликав свій підпис, чим спровокував громадянську війну, в якій був полонений. Однак був звільнений в результаті битви. Незабаром монарх впав у старече слабоумство і передав управління державою своєму синові Едуарду.

### Третя серія
У третій серії описується вступ на престол Едуарда II. Монарх з нього вийшов на рідкість невдалий. Правив він країною погано, завжди прислуховувався до фаворитів, які їм користувалися. Його серце належало то одному коханцеві, то іншому, а дружині, дочці всемогутнього французького короля Філіпа IV Вродливого, діставалися тільки приниження. Не володіючи державним розумом, Едуард II міг служити зразком і поганого політика, і бездарного полководця. Після ряду фатальних помилок спалахнуло повстання, монарха буквально загнали в кут: його спочатку змусили відректися від престолу, а опісля — вбили в замку Берклі.

### Четверта серія
Фінальний епізод оповідає про Річарда II. До повноліття країною правили чиновники і аристократи. Лише в 1389 році Річард II зміг змінити ситуацію і взяти кермо влади в свої руки. Протягом 8 років король ретельно наводив в Англії порядок, діючи при цьому обачливо і помірковано, але терпіння йому вистачило ненадовго. Монарх відновив бойові дії проти Франції, але на військовому терені його переслідували невдачі, та й взагалі правління останнього Плантагенета, який мав британську корону, залишало бажати кращого. Незабаром утворилася опозиція, і він вирішив спішно повернутися в Лондон. Замість перемоги над бунтівниками монарха очікували полон і ув'язнення в Тауер. 30 вересня 1399 року він підписав акт про зречення на користь кузена, і Річарда незабаром просто вбили за розпорядженням нового правителя — про всяк випадок.

## Критика
Загалом фільм був позитивно прийнятий критиками та звичайними глядачами. Дехто відмічав надмірну жорстокість фільму, а на думку інших саме зображена безжальність занурювала в похмуру та правдиву атмосферу подій середньовіччя, які дійсно відбувались на території Англії.